# النصب التذكاري للجواد الجامح
النصب التذكاري للجواد الجامح (بالإنجليزية: Crazy Horse Memorial)‏ أو نصب كريزي هورس التذكاري هو معلم تذكاري قيد الإنشاء، مبني على جبل في أرض خاصة في بلاك هيلز، في مقاطعة كستر، داكوتا الجنوبية، الولايات المتحدة. الفكرة الكاملة من المشروع هي تصوير محارب قبيلة لاكوتا، الجواد الجامح وهو يركب حصانًا ويشير بيده اليسرى إلى الأمام. فكرة بناء النصب التذكاري جائت بتكليف من هنري الدب الواقف، أحد كبار قبيلة لاكوتا، ليتم نحته من قبل الفنان كوركزاك زيولكوفسكي. يتم إدارة المشروع من قبل مؤسسة كريزي هورس التذكارية، وهي منظمة غير ربحية.
تشتمل الخطة الرئيسية للنصب التذكاري أن يتم نحت التمثال في الجبل، وإقامة متحف هندي لأمريكا الشمالية ومركز ثقافي لسكان أمريكا الأصليين. يتم حالياً نحت النصب التذكاري من جبل ثاندرهيد، على أرض تعتبر مقدسة لقبيلة لاكوتا، وذلك بين مدينتي كستر وهيل سيتي، على بعد 27 كم تقريبا من جبل راشمور. من المخطط أن تكون الأبعاد النهائية للنحت بطول 641 قدم (195 م) وارتفاع 563 قدم (172 م). ستكون ذراع الجواد الجامح بطول 263 قدم (80 م) والرأس بطول 87 قدم (27 م)؛ وهي تعتبر أرقام عملاقة بالمقارنة مع نحت جبل راشمور، حيث رؤوس الرؤساء الأمريكيين الأربعة هي بطول 60 قدم (18 م).
بناء النصب التذكاري مستمر منذ عام 1948 وهو بعيد كل البعد عن الاكتمال. إذا اكتمل البناء كما هو مخطط له، فسيصبح ثاني أطول تمثال في العالم، خلف تمثال الوحدة في الهند.

## الجواد الجامح
كان الجواد الجامح قائد حربي من سكان أمريكا الأصليين من قبيلة أوغالا التابعة لقبائل لاكوتا. شارك في الحرب ضد الحكومة الاتحادية في الولايات المتحدة وذلك اعتراضاً على التعديات المستمرة على أراضي قبيلة لاكوتا وطريقة حياتهم. أهم معاركه ضد الجيش الأمريكي هي معركة فيترمان (21 ديسمبر 1866) ومعركة لتل بيج هورن (25–26 يونيو / حزيران 1876). سلم الجواد الجامح نفسه إلى القوات الأمريكية في أيار / مايو عام 1877، ويعتقد أن الحرس العسكري أصابه اصابة قاتل، عندما رفض أن يتم سجنه في معسكر روبنسون في نبراسكا. يصنف الجواد الجامح من أبرز أفراد القبائل الأمريكية الأصلية، وتم تكريمه من قبل الخدمة البريدية للولايات المتحدة في عام 1982 بوضع صورته في ختم نهائي لطابع البريد.

## تاريخ النصب التذكاري
قام هنري الدب الواقف وهو قائد قبيلة أوغلالا لاكوتا، ورجل دولة معروف وكبير في مجتمع الأمريكيين الأصليين، بتكليف النحات البولندي الأمريكي كوركزاك زولكوفسكي لبناء نصب الجواد الجامح في بلاك هيلز في داكوتا الجنوبية. في أكتوبر 1931، كتب لوثر الدب الواقف، الأخ الأكبر لهنري، للنحات قتزن بورغلم، الذي كان ينحت رؤوس الرؤساء الأمريكيين الأربعة في جبل راشمور. واقترح لوثر أن «وجه الجواد الجامح لابد أن يكون منحوتاً هناك. الجواد الجامح هو الوطني الحقيقي لقبيلة سيوكس والوحيد الذي يستحق نحت وجهه بجانب واشنطن ولينكولن». لم يرد بورجلوم أبدًا. بعد ذلك، بدأ هنري الدب الواقف بحملة لجعل بورجلوم ينحت صورة الجواد الجامح على جبل رشمور. في صيف عام 1935، كتب الدب الواقف، المحبط بسبب المماطلة في مشروع الجواد الجامح، إلى جيمس كوك، وهو صديق قديم للقائد الأمريكي الأصلي الغيمة الحمراء، «أنا أعاني بشكل يائس من هذا الأمر لأنني لا أملك أموالًا، ولا مساعدة من أي هندي أو أبيض».
في 7 نوفمبر 1939، كتب هنري الدب الواقف إلى النحات البولندي الأمريكي كورزاك زيولكوفسكي، الذي عمل على جبل راشمور مع قتزن بورغلم. وأخبر النحات: «أنا وزملائي زعماء القبائل نود أن يعرف الرجل الأبيض أن الرجل الأحمر لديه أبطال عظماء أيضًا». كما كتب الدب الواقف رسالة إلى الوكيل أوسكار إل تشابمان من وزارة الداخلية، مقدماً كل ما يملك من أراض خصبة بمساحة 900 فدان في مقابل الحصول على أراضي الجبل الجرداء من أجل تكريم الجواد الجامح. ردت الحكومة بإيجابية، ووافقت خدمة الغابات الأمريكية، المسؤولة عن الأرض، على منح تصريح لاستخدام الأرض، مع لجنة للإشراف على المشروع. اختار الدب الواقف عدم الحصول على أموال حكومية واعتمد بدلاً من ذلك على أميركيين مهتمين بشؤون الهنود الأمريكيين لتمويل المشروع بأموال خاصة.
في ربيع عام 1940، أمضى زيولكوفسكي ثلاثة أسابيع مع الدب الواقف في منطقة باين بريدج، داكوتا الجنوبية، لمناقشة قضايا ملكية الأراضي والتعرف على الجواد الجامح وطريقة الحياة لقبيلة لاكوتا.

## مؤسسة النصب التذكاري
النصب التذكاري هو مشروع غير ربحي، ولا يقبل التمويل الفيدرالي أو الحكومي. تقوم مؤسسة النصب التذكاري بتمويل المشروع من خلال فرض رسوم على الزائرين، وكسب الإيرادات من متاجر الهدايا وتلقي التبرعات. يقال أن الحكومة الفدرالية عرض في مناسبتين على النحات زيولكوفسكي مبلغ 10 ملايين دولار أمريكي من أجل المشروع، لكنه رفضها. حيث شعر أن المشروع كان أكثر من مجرد نحت جبلي، وكان يخشى أن يتم إلغاء خططه للأهداف التعليمية والثقافية الأوسع للنصب التذكاري من خلال التدخل الفيدرالي.
بعد وفاة زيولكوفسكي في عام 1982 عن عمر يناهز 74 عامًا، تولت أرملته روث زيولكوفسكي مسؤولية النحت، وأشرفت على العمل في المشروع كرئيس تنفيذي منذ ثمانينيات القرن العشرين وحتى وفاتها. قررت روث زيولكوفسكي التركيز على إكمال وجه الجواد الجامح أولاً، بدلاً من الحصان كما خطط زوجها في الأصل. اعتقدت أنه بمجرد اكتمال نحت وجه الجواد الجامح، سيزداد الجذب السياحي إلى المنطقة، مما سيوفر تمويلًا إضافيًا.
بعد ستة عشر عامًا، في عام 1998، تم الانتهاء من نحت رأس ووجه الجواد الجامح؛ يبلغ عرض عيون الجواد الجامح 17 قدمًا (5 أمتار) بينما يبلغ مساحة رأسه 87 قدمًا (27 مترًا). استمرت روث زيولكوسكي وسبعة من أطفال زيولكوسكي العشرة بالعمل في النصب التذكاري. قامت الابنة مونيك زولكوفسكي، وهي نحاتة، بتعديل بعض خطط والدها لضمان دعم وزن الذراع الممدودة بشكل كاف. طلبت المؤسسة تقارير من شركتين هندسيتين في عام 2009 للمساعدة في استكمال المشروع. بدأ العمل على الحصان بعد عامين من التخطيط والقياسات الدقيقة. منذ الانتهاء من الرأس والوجه، تم تخصيص جزء كبير من أعمال النصب التذكاري لإكمال نحت الحصان الأكبر بكثير.
توفيت روث زيولكوسكي في 21 مايو 2014 عن عمر 87 سنة. أصبحت مونيك زيولكوسكي الرئيس التنفيذي، ثلاثة من أشقائها يواصلون العمل في المشروع، بالإضافة إلى ثلاثة من أحفاد زيولكوسكي.

## روابط خارجية
- الموقع الرسمي